# 362 î.Hr.

## Decese
- dată necunoscută: Nectanebo I  (n. ?)